# روبرتو غارسيا أوروزكو
روبرتو غارسيا أوروزكو (بالإسبانية: Roberto García Orozco)‏ (المولود 24 أكتوبر 1974) حكم كرة قدم مكسيكي. وهو حكم دولي منذ 2007.

## روابط خارجية
- روبرتو غارسيا أوروزكو على موقع Soccerway.com (الإنجليزية)